# Kościół św. Marii Magdaleny w Opocznie
Kościół Świętej Marii Magdaleny – rzymskokatolicki kościół cmentarny i kościół filialny należący do parafii św. Bartłomieja w Opocznie.
Jest to świątynia wybudowana w XVIII wieku. Na początku XIX wieku została zamieniona na magazyn zbożowy. Przed 1913 rokiem została odrestaurowana i zaczęła ponownie spełniać funkcje sakralne.
Kościół jest budowlą drewnianą. Do jego budowy użyto modrzewia i sosny. Wymiary świątyni to 18 metrów długości i 9 m szerokości. Budowla posiada konstrukcję zrębową oraz płaskie stropy. Nakryta jest dachem dwuspadowym ozdobionym wieżyczką. Jest to świątynia składająca się z prostokątnej nawy, przechodzącej w zaokrąglone prezbiterium, oraz z kruchty.
Pierwotnie kościół nakryty był gontem. Na przełomie XIX/XX wieku został nakryty dachem wykonanym z blachy cynkowej. Podczas remontu przeprowadzonym w 2011 r. całkowicie wymieniono więźbę dachową i dach pokryto ponownie gontem. Pod koniec XIX wieku zostało zbudowane istniejące do dziś sklepienie prezbiterium wykonane z desek gładzonych na których centrycznie, w regularnym kole, został namalowany fragment nieba. W narożnikach są umieszczone cztery rzymskie krzyże otoczone przez wieńce laurowe. 

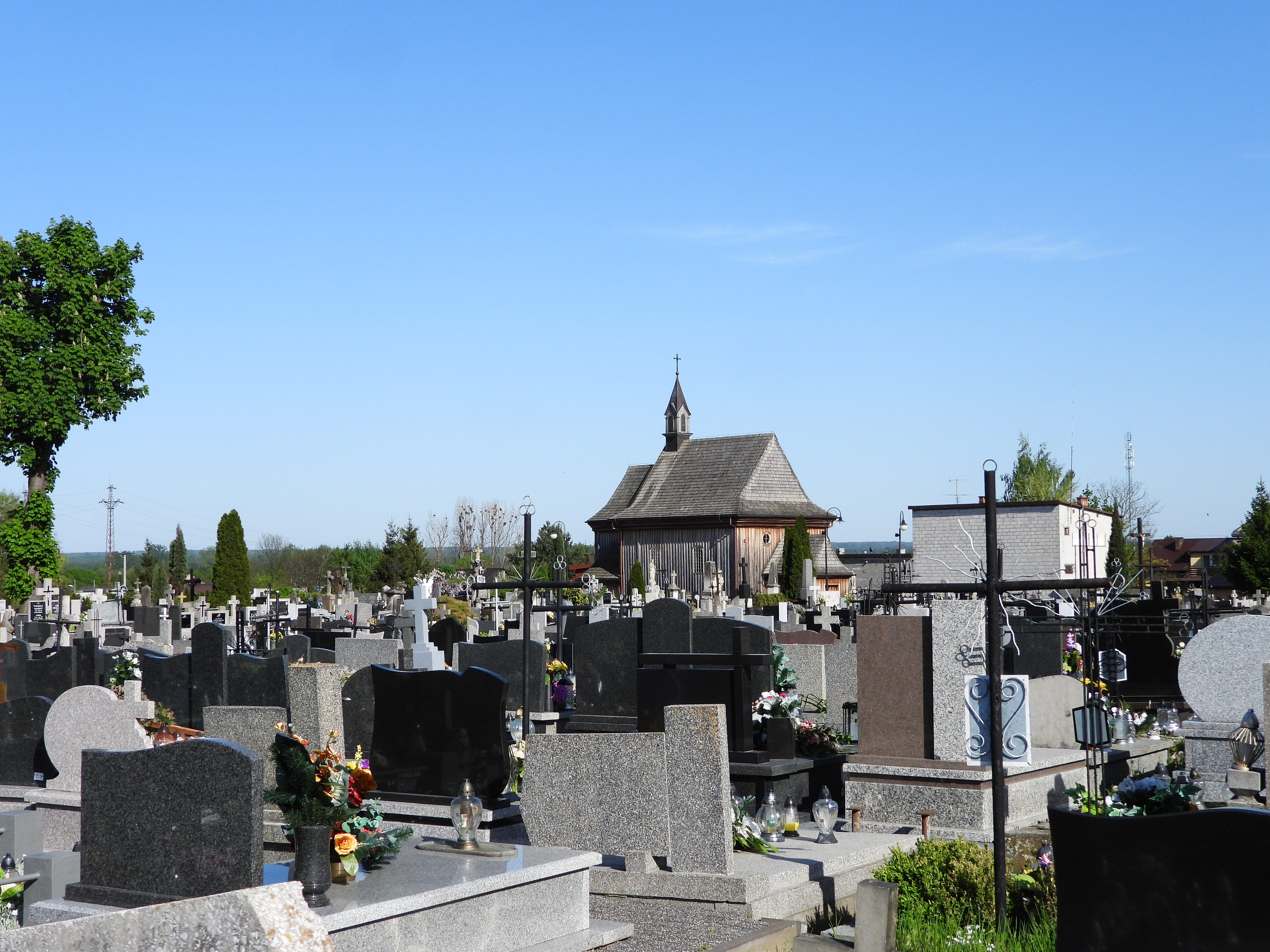
Kościół wraz z cmentarzem w 2024 r.

Wnętrze zdobi polichromia z przeł. XIX i XX wieku, rzeźba kamienna Chrystusa Frasobliwego z 1747 roku oraz ikony pochodzące z dawnej opoczyńskiej cerkwi prawosławnej. Częściowo zachowało się też późnobarokowe wyposażenie kościoła, m.in. ołtarz główny. W trakcie prac przeprowadzonych w 2011 r. zostały wymienione drewniane fundamenty, okna, drzwi i podłogi. Rok później odnowiono wnętrze świątyni — ściany i strop — oraz odtworzono znajdujące się na nich malowidła.